# Guard (amerikai futball)

A guardok helye a támadósorban

A guard (G)/(OG) vagy testőr egy amerikaifutball-pozíció, aki a támadósorban helyezkedik el a center bal és jobb oldalán. Így megkülönböztetünk left guardot (LG) és right guardot (RG).
A guardok, hasonlóan a többi sorjátékoshoz, nehéz feladatuk miatt kiemelkedő fizikummal kell rendelkezniük. Jelentős részük, még a profi ligában is, 135 kg feletti tömeggel rendelkezik.

## Feladata
A guard feladata, hogy védje a quarterbacket a rohamozó védekező sorjátékosoktól és a linebackerektől, amennyiben passzjátékot játszik az offense. Ha futójáték van, akkor a feladata, hogy szükség esetén a védekező sorfalba lyukat üssön, így segítse a running backet, hogy előre jusson. Előre is futhat, hogy a haladó running backet fedezze Ezt a támadási módot guard-húzásnak nevezik.
Hasonlóan a centerhez, ő sem kaphatja el az eldobott labdát, de egy esetleges fumble után ő is felveheti, és akár touchdownt is elérhet.

## Külső hivatkozások
- Barry Cawley - Charles Brodgen: Hogyan játsszák? Amerikai futball ISBN 9631097668
- NFL hivatalos oldala

| Amerikai futball-pozíciók                  | Amerikai futball-pozíciók            | Amerikai futball-pozíciók | Amerikai futball-pozíciók             | Amerikai futball-pozíciók | Amerikai futball-pozíciók               | Amerikai futball-pozíciók | Amerikai futball-pozíciók |
| Offense                                    | Offense                              |                           | Defense                               | Defense                   |                                         | Special teams             | Special teams             |
| ------------------------------------------ | ------------------------------------ | ------------------------- | ------------------------------------- | ------------------------- | --------------------------------------- | ------------------------- | ------------------------- |
| Linemen                                    | Guard, Tackle, Center                | Linemen                   | Nose tackle, Tackle, End, Edge rusher | Rúgó játékosok            | Placekicker, Punter, Kickoff specialist |                           |                           |
| Quarterback                                | Quarterback                          | Linebacker                | Linebacker                            | Snapping                  | Long snapper, Holder                    |                           |                           |
| Backs                                      | Halfback, Fullback, H-back, Wingback | Backs                     | Cornerback, Safety                    | Visszahordás              | Punt returner, Kick returner            |                           |                           |
| Elkapók                                    | Wide receiver, Tight end, Slotback   | Backs                     | Nickelback, Dimeback                  | Szerelés                  | Gunner                                  |                           |                           |
| Formációk - Pozíciók története - Stratégia |                                      |                           |                                       |                           |                                         |                           |                           |